# Divisione (organizzazione aziendale)
Una divisione, nell'organizzazione aziendale, identifica un'unità organizzativa di un'azienda (strategic business unit) preposta alla gestione di una particolare attività aziendale.

## Descrizione
Numerosi sono i criteri di divisionalizzazione, ossia i criteri in base ai quali possono essere create le divisioni in fase di progettazione della organizzativa:
- mercati serviti
- prodotti o servizi realizzati e serviti
- canali distributivi utilizzati (area geografica)
- gruppi di clienti serviti

Da non confondere il criterio di divisionalizzazione con il grado di divisionalizzazione, inteso come misura dell'autonomia gestionale di cui gode la divisione nello svolgimento delle proprie funzioni.